# Expansió cap a l'Est

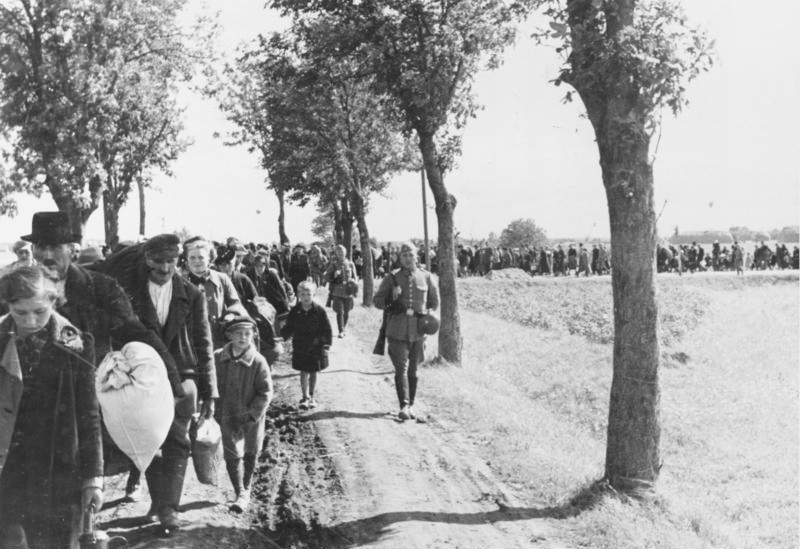
Expulsió de polonesos després de la invasió alemanya de Polònia. Els polonesos eren apartats per fer lloc als colons alemanys amb l'objectiu de germanitzar Polònia occidental.

Drang nach Osten (dʁaŋ nax ˈʔɔstn̩, "penetrant cap a l'est", "empentant cap a l'est", "expansió cap a l'est", "anant cap a l'est" o "desig d'empentar cap a l'est") va ser un terme encunyat el segle xix per designar l'expansió alemanya cap als territoris eslaus. El terme es va convertir en un eslògan del moviment nacionalista germànic a finals d'aquell segle. En alguns discursos històrics, el "Drang nach Osten" combina els assentaments germànics històrics a l'Europa central i oriental; les expedicions militars medievals dels segles xii i xiii, com per exemple les dels cavallers teutònics (a les Croades Bàltiques); i les polítiques de germanització i bèl·liques dels estats germànics contemporanis com el concepte nazi del Lebensraum. A Polònia, el concepte "Drang nach Osten" va ser utilitzat al discurs nacionalista mostrant Polònia com una nació que patia a les mans de l'enemic germànic, mentre que a Alemanya aquest eslògan era part d'un discurs nacionalista més ample que se centrava en recuperar l'assentament germànic oriental medieval, així com en el concepte de "superioritat de la cultura germànica". El terme Drang nach Westen ("expansió cap a l'oest"), derivat del "Drang nach Osten", va ser utilitzat per descriure un suposat intent polonès d'ampliar les fronteres cap Alemanya. Va ser un dels principals elements propagandístics del nacionalisme alemany, així com un component central de la ideologia nazi; com va dir Adolf Hitler el 7 de febrer de 1945: és cap a l'est, només i sempre cap a l'est, que les venes de la nostra raça s'han d'expandir. És la direcció que la mateixa naturalesa ha decretat per l'expansió dels pobles germànics.

## Origen del terme
El primer cop, que es conegui, en què es va utilitzar el concepte "Drang nach Osten" va ser per part del periodista polonès Julian Klaczko, el 1849, tot i que és qüestió de debat si va inventar el terme, ja que l'utilitza en la forma d'una cita. Com que s'utilitza, generalment, en la seva forma en alemany, tant en anglès, polonès, rus, txec i d'altres llengües, s'ha arribat a la conclusió que el terme ha de ser d'origen alemany.

## Drang nach Ostenal discurs alemany
El terme es va convertir en un punt central dins del programa del moviment nacionalista germànic el 1891, moment en què es va fundar la Alldeutschen Verbandes, que va escriure: „Der alte Drang nach dem Osten soll wiederbelebt werden" ("El vell Drang nach Osten ha de ser ressuscitat"). L'Alemanya nazi va adoptar l'eslògan quan va citar als txecs com la "púrria eslava contra el Drang nach Osten", en el marc de la crisi dels sudets, el 1938.
Tot i les polítiques del Drang nach Osten, els moviments de població també es van produir en sentit contrari, ja que els habitants de les àrees rurals subdesenvolupades orientals es van sentir atrets per les àrees industrials pròsperes de l'Alemanya occidental. Aquest fenomen va passar a ser conegut amb el terme alemany Ostflucht, literalment la fugida de l'est.

### "Drang nach Westen"
També es va parlar d'un Drang nach Osten, per part dels nacionalistes alemanys, en contraposició a un suposat Drang nach Westen polonès ("expansió cap a l'oest"). La Primera Guerra Mundial va acabar amb el Tractat de Versalles, acord que va comportar que la major part de les províncies de Posen, Prússia Occidental i Alta Silèsia fossin cedides a la Polònia reconstituïda; la ciutat prussiana de Danzig es va convertir en la Ciutat Lliure de Danzig.
El diari polonès Wprost va utilitzar tant "Drang nach Osten" com "Drang nach Westen", l'agost de 2002, per titular dues històries sobre la compra, per part de la companyia alemanya RWE, de la polonesa STOEN, així com de la migració de polonesos cap a l'Alemanya oriental, respectivament.
"Drang nach Westen" també és el títol, irònic, d'un capítol de l'obra d'Eric Joseph Goldberg, Struggle for Empire, utilitzat per mstrar les inexistents ambicions orientals de Lluís el Germànic, que va preferir expandir el seu regne cap a l'oest.

## Concepte de Lebensraum a l'Alemanya nazi
Adolf Hitler, líder de l'Alemanya nazi entre 1933 i 1945, va apostar pel Drang nach Osten per apropiar-se de territori pels colons alemanys, a costa de les nacions del centre i l'est d'Europa (Lebensraum). El terme, aleshores, havia aconseguit suficient anomenada com per aparèixer als diaris estrangers sense cap tipus d'explicació o traducció. Les seves campanyes orientals, en el marc de la Segona Guerra Mundial, van ser exitoses, en un primer moment, conquerint Polònia, els països bàltics, Belarús, Ucraïna i bona part de la Rússia europea; El Generalplan Ost va ser dissenyat per eliminar els pobles eslaus nadius d'aquells territoris, amb l'objectiu de reemplaçar-los per germànics. Els Wehrbauer, o soldats-camperols, havien de constituir un assentament amb l'objectiu de ser una primera línia fortificada en prevenció d'atacs exteriors d'altres civilitzacions que amenacessin Alemanya.
Aquesta política, no obstant, va patir moltes deficiències, principalment per la manca de ciutadans alemanys disposats a traslladar-se a l'est, i encara menys d'actuar com a cavallers teutònics. De fet, els assentaments creats durant la guerra no van rebre gaires colons provinents de l'Altreich, sinó que la majoria eren germànics provinents de l'esfera d'influència soviètica sorgida després del pacte Mólotov-Ribbentrop, així com aquells polonesos considerats germanitzables per part dels nazis. Tot i així, la Unió Soviètica va començar a revertir les conquestes alemanyes a partir del 1943, i finalment l'Alemanya nazi va ser derrotada pels aliats el 1945.